# الطاقة المتجددة في البلدان النامية

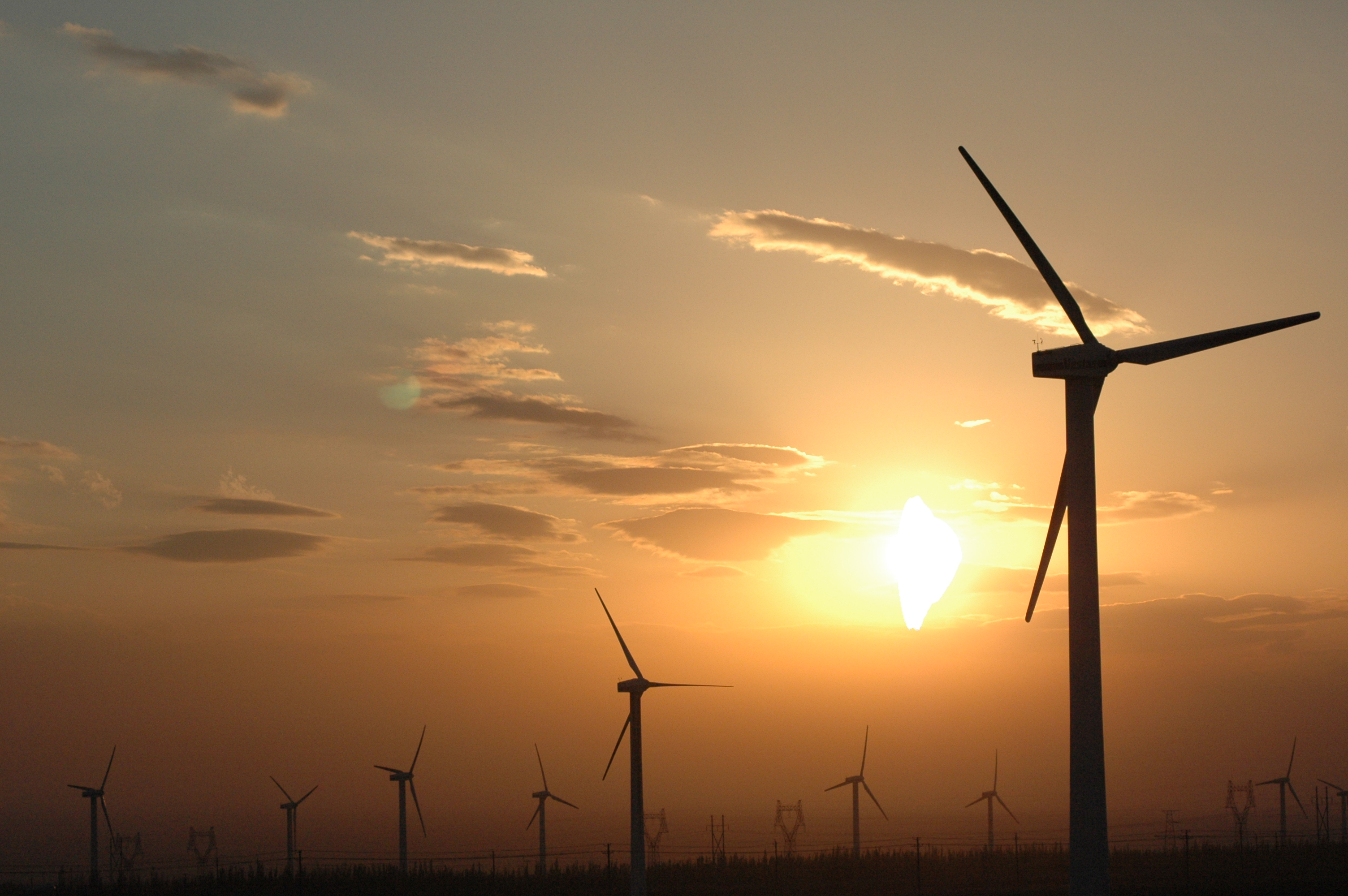
مزرعة توليد طاقة رياح في منطقة سنجان الصينية

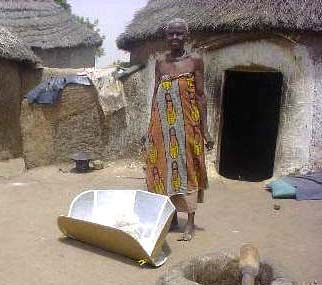
تستخدم الطباخات الشمسية ضوء الشمس كمصدر طاقة للطهي خارجًا.

رأى النقاد في بعض الأحيان أن تكنولوجيا الطاقة المتجددة هي وسائل رفاهية مكلفة، وتتوفر فقط في العالم المتقدم الغني. واستمرت هذه النظرة الخاطئة عدة سنوات، لكن عام 2015 كان العام الأول الذي ارتفع فيه الاستثمار في الطاقات المتجددة غير المائية في البلدان النامية بمقدار استثمار 156 مليار دولار بشكل رئيسي في الصين والهند والبرازيل.
تملك معظم الدول النامية مصادر طاقة متجددة وفيرة، بما فيها الطاقة الشمسية وطاقة الرياح والطاقة الحرارية الجوفية والكتلة الحيوية؛ بالإضافة إلى القدرة على تصنيع أنظمة عمل قوية نسبيًا لاستغلالها، وبتطوير مثل مصادر الطاقة هذه؛ يمكن للبلدان النامية تخفيض اعتمادها على النفط والغاز الطبيعي، وخلق سندات مالية للطاقة أقل قابلية للتأثر بارتفاعات الأسعار. وفي عديد من الظروف يمكن لهذه الاستثمارات أن تكون أقل تكلفة من أنظمة طاقة الوقود الأحفوري.
إن مد شبكة الكهرباء في الأماكن المعزولة ريفيًا غير اقتصادي، وتوفر التقنيات المتجددة خارج الشبكة الكهربائية بديلًا مستدامًا وبتكلفة مجدية عن مولدات الديزل التي ستنشر هناك لولا ذلك. ويمكن أن تساعد التقنيات المتجددة أيضًا على استبدال مصادر الطاقة غير المستدامة الأخرى كمصابيح الكيروسين والكتلة الحيوية التقليدية.
تعد كينيا في مقدمة الدول بعدد أنظمة الطاقة الشمسية المركبة لكل فرد (لا بعدد الواطات المضافة)؛ ويباع فيها سنويًا ما يزيد عن 30 ألفًا من الألواح الشمسية الصغيرة التي يولد كل منها ما بين 11 إلى 30 واطًا. كانت كينيا الدولة الأفريقية الأولى التي تستخدم الطاقة الحرارية الجوفية وما زالت تملك أكبر قدرة مقررة من الطاقة الحرارية الأرضية في أفريقيا بمقدار 200 ميغاواط مع إمكانية رفعها لتصبح 10 غيغاواط.

## مبررات الطاقة المتجددة

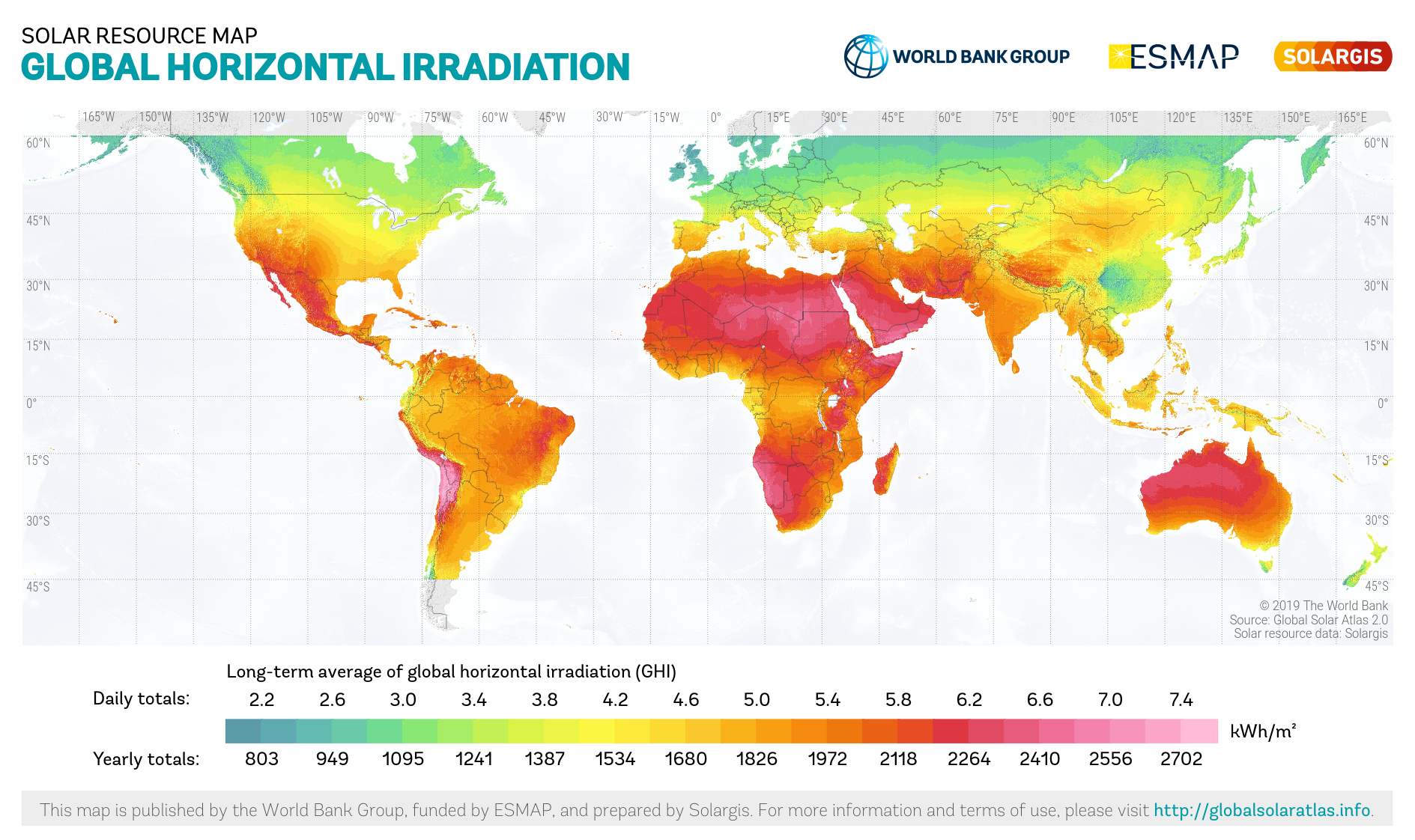
خريطة للتشعيع الأفقي حول العالم.

كان نحو 1.4 مليار إنسان عام 2009 يعيشون بدون كهرباء، و2.7 مليار يعتمدون على الحطب والفحم والروث لتلبية متطلبات المنازل من الطاقة. إن نقص القدرة على الوصول إلى تكنولوجيا الطاقة الحديثة يحد من توليد الدخل ويقوض جهود الخروج من الفقر ويؤثر على صحة الناس ويسهم في التصحر العالمي والتغير المناخي. توفر تقنيات الطاقة المتجددة صغيرة النطاق وخيارات الطاقة الموزعة كالطاقة الشمسية الموقعية وأفران الطبخ المحسنة للبيوت خدمات الطاقة الحديثة.
ويمكن للطاقة المتجددة أن تكون مناسبة خصوصًا للدول النامية، ففي المناطق الريفية والنائية يكون نقل وتوزيع الطاقة المولدة من الوقود الأحفوري صعبًا ومكلفًا. يمكن لإنتاج الطاقة المتجددة محليًا أن يوفر بديلًا عمليًا.
لا حاجة لأن تأتي الطاقة المتجددة دومًا من الدول المتقدمة. إن مجلس دراسة المناطق النامية عبارة مجموعة من المتحدثين من جميع شركات الطاقة التي تناقش الأفكار المحتملة لتوفير ما تحتاجه البلدان النامية من الطاقة المتجددة. تناقش أوراق كتبها دبليو مورغان ور. موس وب. ريتشارد عن فرص مصادر الطاقة المتجددة الواقعة ضمن البلدان النامية أيضًا. يزعم مورغان وريتشارد أن حطب الوقود والزراعة يمكن أن يلعبا دورًا عظيمًا في حلول الطاقة البديلة في البلدان النامية، بينما يزعم ريتشاردس أن الاستخدام الفعال للزراعة يمكن أن يؤدي إلى طاقة متجددة. ويشير مورغان أيضًا إلى أن النباتات الخضراء يمكن أن تؤدي دورًا عظيمًا في إنتاج الوقود الكحولي الصنعي، الأمر الذي لن يؤثر على البلد النامي فقط؛ بل على العالم بأكمله في تقديم مصدر وقود بديل.
ازداد الاهتمام بالطاقات المتجددة في السنوات الأخيرة بسبب المخاوف البيئية حيال الاحتباس الحراري وتلوث الهواء والتكاليف المنخفضة لهذه التقنيات بذاتها، والجدوى والموثوقية الأعلى. وقد قامت في السنوات الأخيرة برامج داعمة من الحكومة والشركات والمنظمات غير الربحية والتعاونيات المجتمعية لزيادة الوصول إلى هذه التقنيات المستقلة عن الشبكة الكهربائية، وزيادة خدمات الطاقة التي تقدمها. على مخططي البرامج اختيار ماهو «سهل المنال» بداية؛ مع هدف توفير الحد الأقصى من خدمات الطاقة الحديثة بأقل جهد.

## استخدام الطاقات المتجددة

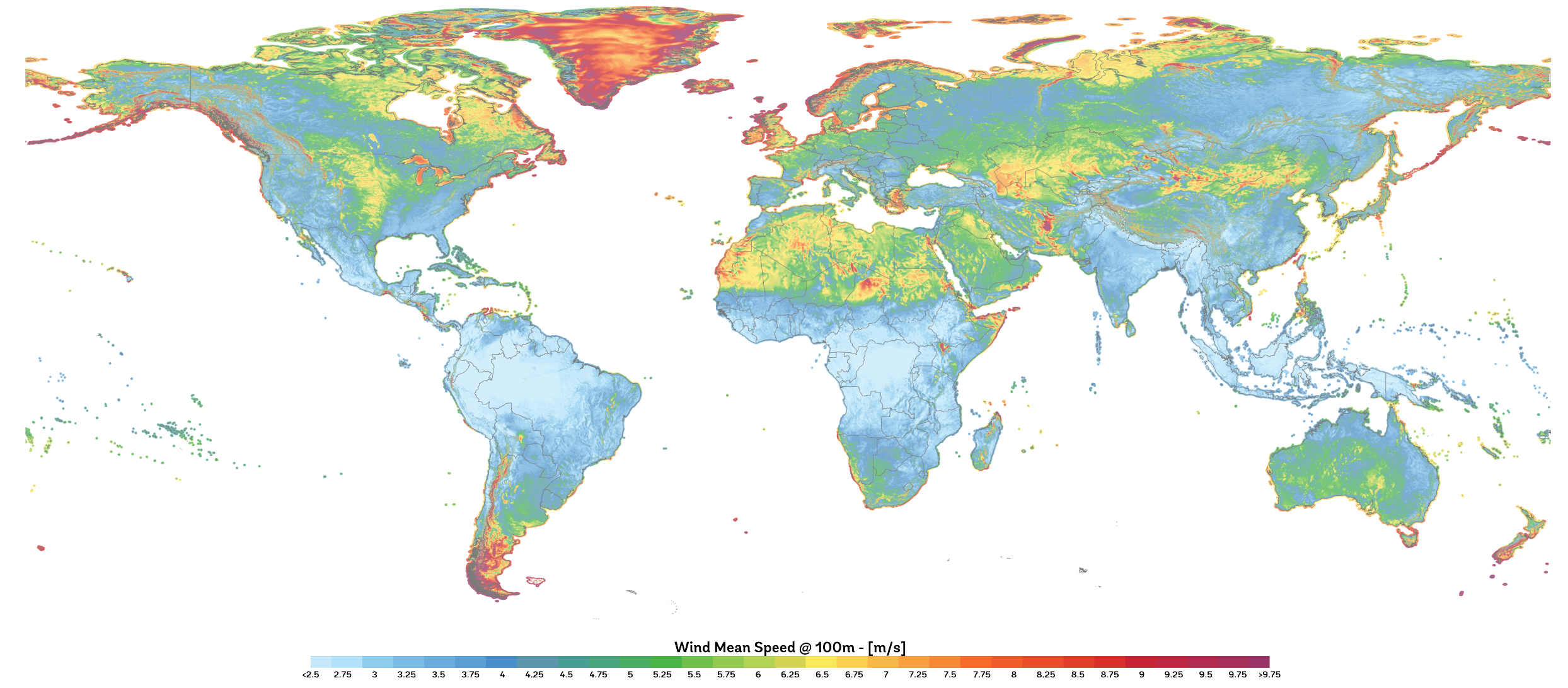
خريطة لمتوسط سرعة الرياح حول العالم.

تملك البلدان النامية بمجملها أكثر من نصف قدرة الطاقة المتجددة العالمية، وتعد الصين والهند أسواق طاقة متجددة سريعة التوسع، وتنتج البرازيل معظم الإيثانول المستخرج من السكر في العالم وتضيف مصانع جديدة للطاقة الحيوية وطاقة الرياح. ينمو العديد من أسواق الطاقات المتجددة بمعدلات عالية في عدة بلدان كالأرجنتين وكوستاريكا ومصر وإندونيسيا وكينيا وتنزانيا وتايلاند وتونس والأورغواي.
إن مد شبكة الكهرباء في الأماكن المعزولة ريفيًا غير اقتصادي، وتوفر التقنيات المتجددة خارج الشبكة الكهربائية بديلا مستدامًا وبتكلفة مجدية عن مولدات الديزل التي ستنشر هناك لولا ذلك. يمكن أن تساعد التقنيات المتجددة أيضًا على استبدال مصادر الطاقة غير المستدامة الأخرى كمصابيح الكيروسين والكتلة الحيوية التقليدية.
تفتح التطورات التكنولوجية بابًا عريضًا لسوق جديدة للطاقة الشمسية؛ فهناك نحو 1.3 مليار إنسان في العالم لا يتوفر لهم وصول إلى الشبكة الكهربائية، ورغم أنهم فقراء جدًا عادة، يتوجب عليهم دفع قيمة أعلى بكثير من أجل الإنارة مقارنة بالناس في البلدان الغنية لأنهم يستعملون مصابيح الكيروسين عديمة الجدوى. تكلف الطاقة الشمسية نصف تكلفة الإنارة بالكيروسين، ويقدر أن 3 ملايين منزل تًحصل على الطاقة من وحدات شمسية صغيرة؛ وتعد كينا الأولى عالميا في عدد أنظمة الطاقة الشمسية للفرد، وتباع أكثر من 30 ألف وحدة شمسية صغيرة سنويًا في كينيا وتُنتج كل منها 12 إلى 30 واطًا.
إن أنظمة الطاقة المائية المصغرة الموزعة على شكل شبكة مصغرة على نطاق قرية أو بلدة تخدم مناطق عدة. يحصل ما يزيد عن 30 مليون منزل ريفي على الإضاءة والطبخ من الغاز الحيوي المنتج من أنظمة منزلية صغيرة النطاق. تُصنع هذه الأفران في معامل في أنحاء العالم ويستخدمها ما يزيد عن 160 مليون منزل الآن.

### تخفيض الفقر
أثبتت مشاريع الطاقة المتجددة في العديد من البلدان النامية أن الطاقة المتجددة تسهم مباشرة في تخفيض الفقر عن طريق توفير الطاقة المحتاجة لإقامة الأعمال والوظائف، ويمكن أن تساهم تقنيات الطاقة المتجددة بشكل غير مباشر في تخفيف الفقر عن طريق توفير الطاقة للإنارة والطبخ والتدفئة.

### التعليم
يمكن للطاقة المتجددة أن تسهم أيضًا في التعليم عن طريق توفير الكهرباء للمدارس. ويمكن للطاقة المتجددة التي تتوفر للطبخ والتدفئة تقليل الوقت الذي يقضيه الأولاد خارج المنزل لجمع الوقود.

### الصحة
يستخدم 2.4 مليار من البشر الطاقة الحيوية وحدها كالحطب والبقايا والروث للطبخ والتدفئة. ويعرض الاستخدام الدائم لهذه المصادر داخل المنزل لوجود جزيئات وتراكيز مرتفعة لأول أكسيد الكربون أعلى من معايير منظمة الصحة العالمية بعدة مرات. «تصدر الأفران التقليدية التي تستخدم الروث والفحم كميات كبيرة من أول أكسيد الكربون وغيرها من الغازات الضارة. ويعاني الأطفال والنساء بالدرجة الأكبر، لأنهم يتعرضون لها لفترات أطول. تؤثر الأمراض الصدرية الحادة على نحو 6% من سكان العالم. وتقدر منظمة الصحة العالمية أن 2.5 مليون امرأة وطفل صغير في البلدان النامية يتوفون باكرًا كل عام من استنشاق الأدخنة الناتجة عن الأفران التي تستخدم الوقود الحيوي داخل المنزل». يمكن للطاقة المتجددة أن تحسن هذه الحالة من خلال تقليل التعرض للملوثات داخل المنزل.
وعلاوة على ذلك، يمكن للطاقات المتجددة أن توفر الطاقة لتبريد الأدوية وتعقيم الأدوات الطبية في المناطق الريفية التي يصعب وصول الكهرباء إليها، ويمكنها أيضًا أن توفر الطاقة لتزويد خدمات الصرف الصحي وماء الشرب الضرورية لإنقاص انتشار الأمراض المعدية.

## السياسات الحكومية

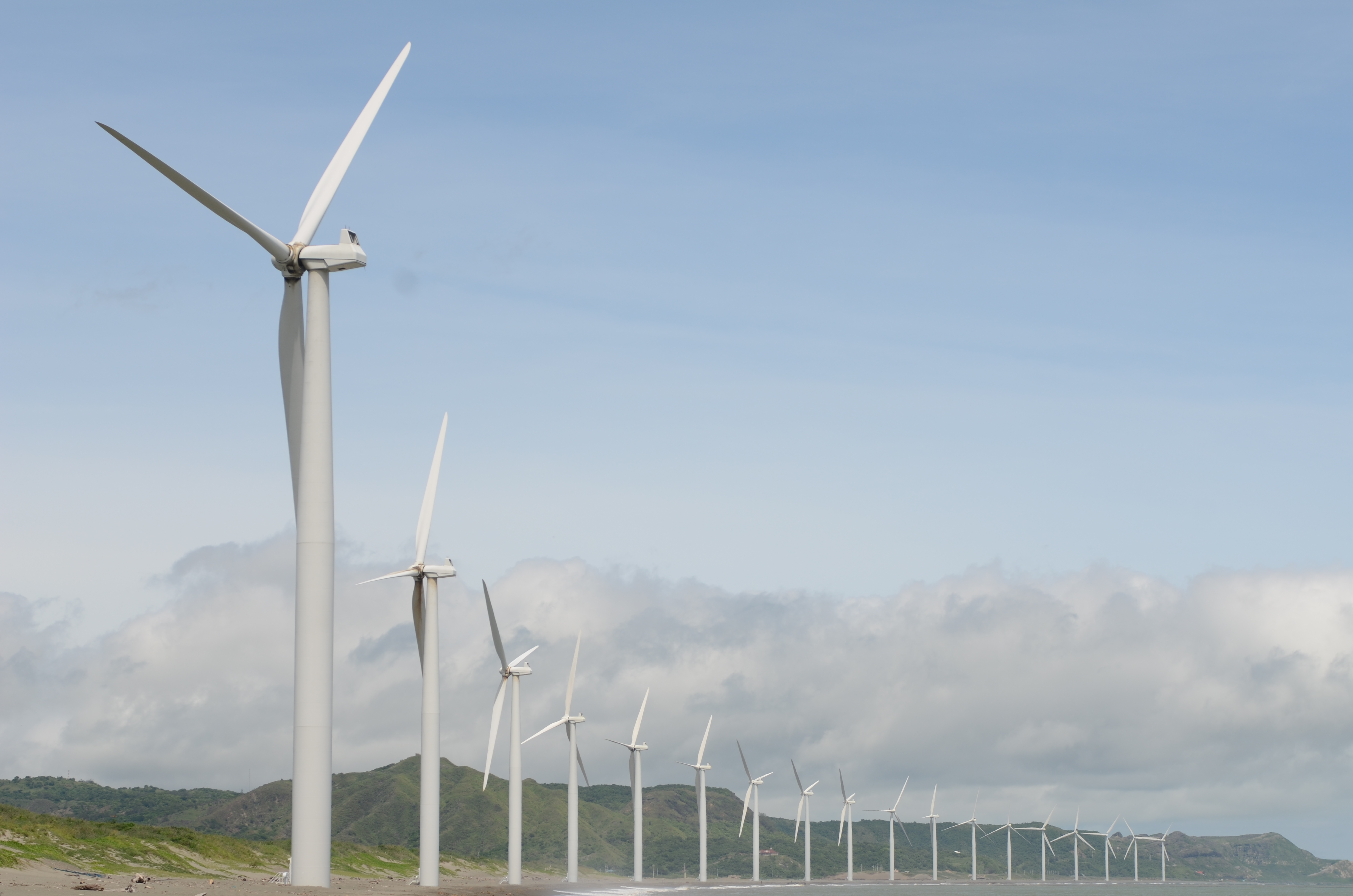
طواحين بانجوي الهوائية في شمال الفلبين: نموذج رائد للطاقة المتجددة في البلدان النامية

يزداد عدد الدول النامية التي تطبق السياسات العامة اللازمة للتطوير واسع الانتشار لتقنيات لطاقة المتجددة وأسواقها، التي سيطرت عليها أوروبا واليابان وشمال أمريكا عادة، ومن بين الدول الاستثنائية كانت البرازيل التي أقامت صناعة الوقود الحيوي الأولى في العالم، والصين والهند الرائدتان في تطوير مصادر طاقة متجددة لامركزية، كالمصادر الكهرمائية الصغيرة ومصادر الرياح الصغيرة والغاز الحيوي وتسخين المياه بالطاقة الشمسية. وعلى أية حال، تطبق سياسات مثل تعرفة إمدادات الطاقة المتجددة؛ وإلى جانب ذلك، مع بروتوكول كيوتو، يطبق برنامج «آلية التنمية النظيفة» الذي يسمح للدول الصناعية بالاستثمار في مشاريع تخفض الانبعاثات في البلدان النامية كبديل لمشاريع خفض الانبعاثات الأكثر تكلفة في بلدانهم.
تحتاج حكومات البلدان النامية إلى توجيه المصادر المجهزة للاستثمارات الكبيرة إلى قطاعات إنتاج جديدة وإلى تقنيات جديدة. يقول البعض إن السياسات يجب أن تقوم على السياسات الصناعية النشطة، وأن تجمع بين الاستثمارات الكبيرة ووساطات السياسات النشطة. هناك حاجة للدعم المالي لأنماط خدمات الطاقة هذه لجعلها متوفرة للقسم الأكبر من الناس.

### آسيا

#### الفلبين
ترى حكومة الفلبين أن نمو قطاع الطاقة المتجددة جوهري لأمن الطاقة الوطني، فقطاع الوقود الأحفوري الفلبيني غير مستدام لكونه يعتمد على استيراد الوقود غير المتجدد كالبترول، لكنها تملك إمكانية هامة في قطاع الطاقة المتجددة. وفقًا لتقرير شركة استشارات أسترالية ومستشاري طاقة دوليين، تملك الفلبين أعلى معدل كهرباء في آسيا، وتتبعها اليابان، ويذكر أن توزيع الطاقة ونقل الوقود عبر أرخبيل الفلبين يعد مشكلة نظرًا للتكلفة العالية جدًا.
يمكن اعتبار الفلبين في المرتبة الأولى عالميًا في الطاقة المتجددة، مع كون 30% من الطاقة فيها مولدةً عن طريق قطاع الطاقة المتجددة. تأتي الفلبين في المرتبة الثانية عالميًا كأكبر مولد للطاقة الحرارية الأرضية، وكانت الأولى بين دول جنوب شرق آسيا التي تستثمر في تقنيات الرياح والطاقة الشمسية على نطاق كبير.
جرى التركيز على دعم وتعزيز الطاقة المتجددة في البلاد عبر إقرار قانون الطاقة المتجددة عام 2008، الذي وضع تعرفة على إمداد الطاقة البديلة ومعيارًا لملف الطاقة المتجددة. وتسعى الفلبين إلى مضاعفة التزويد بالطاقة المتجددة ثلاث مرات بحلول عام 2030.
مؤخرًا، وقعت الحكومة على اتفاقيات مع مطورين من القطاع الخاص لمشاريع ممتدة في ميندورو الشرقية بإنتاج نهائي يبلغ 48 ميغاواط، وبخطة تهدف إلى تطوير أكبر في المستقبل.
ورغم جهود الحكومة، انتقد بعض المستثمرين ضعف ثبات الحكومة في سياسة تعرفة الإمداد بالطاقة البديلة، واتهمت صناعة الطاقة الشمسية الحكومة بإعاقة تقدمها في البلاد.